# Китайская геологическая служба

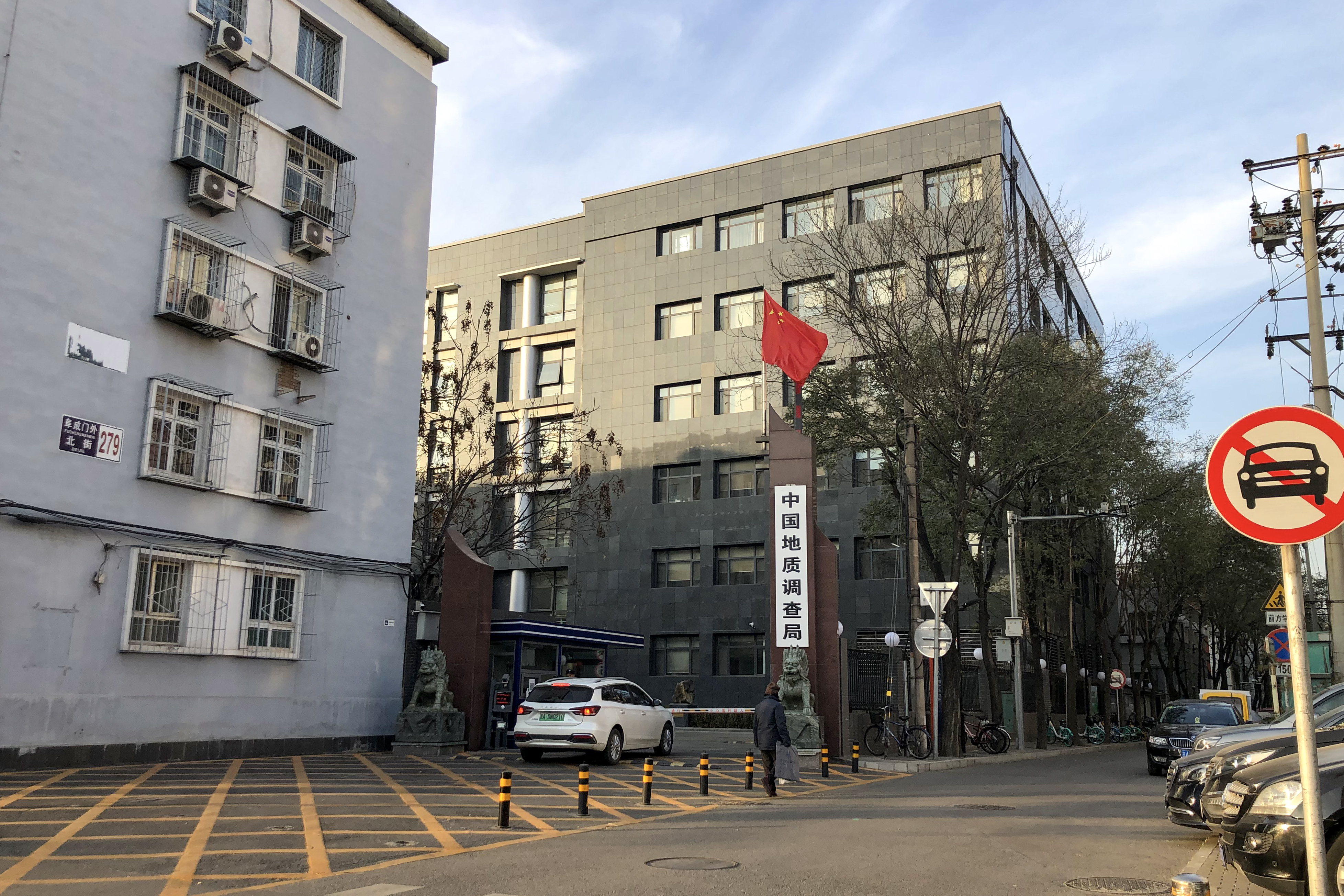
Штаб-квартира Китайской Геологической Службы

Китайская геологическая служба (кит. 中国地质调查局) — государственная некоммерческая организация, находящаяся в ведении министерств и комиссий при Государственном совете Китайской Народной Республики, отвечающих за геологические исследования, разведку и добычу полезных ископаемых. Крупнейшее геологическое научное агентство Китая.

## История Китайской геологической Службы
Геологическая служба Китая была основана в первые дни существования Китайской Республики (в то время материковая часть Китая всё ещё находилась под её контролем). На неё работали многие выдающиеся геологи и палеонтологи, такие как Дэвидсон Блэк или Пьер Тейяр де Шарден. После подчинения материкового Китая Китайской Народной Республикой ведомство было ликвидировано. Восстановлено в 1999 году.